# Yatsugatake
Yatsugatake (jap. 八ヶ岳) ist ein vulkanreiches Bergmassiv in Japan, das sich über die Präfekturen Nagano und Yamanashi  erstreckt.
Manchmal wird das Bergmassiv in einen südlichen (南八ヶ岳, Minami-Yatsugatake) und einen nördlichen Abschnitt (北八ヶ岳, Kita-Yatugatake) eingeteilt, wobei der Natsusawa-Pass (夏沢峠, Natsusawa-tōge) die Grenze bildet. Es gehört seit 2007 zu den „100 Berühmten Bergen von Japan“ (日本百名山, Nihon hyaku meizan).

## Wichtige Berge und Bergpässe

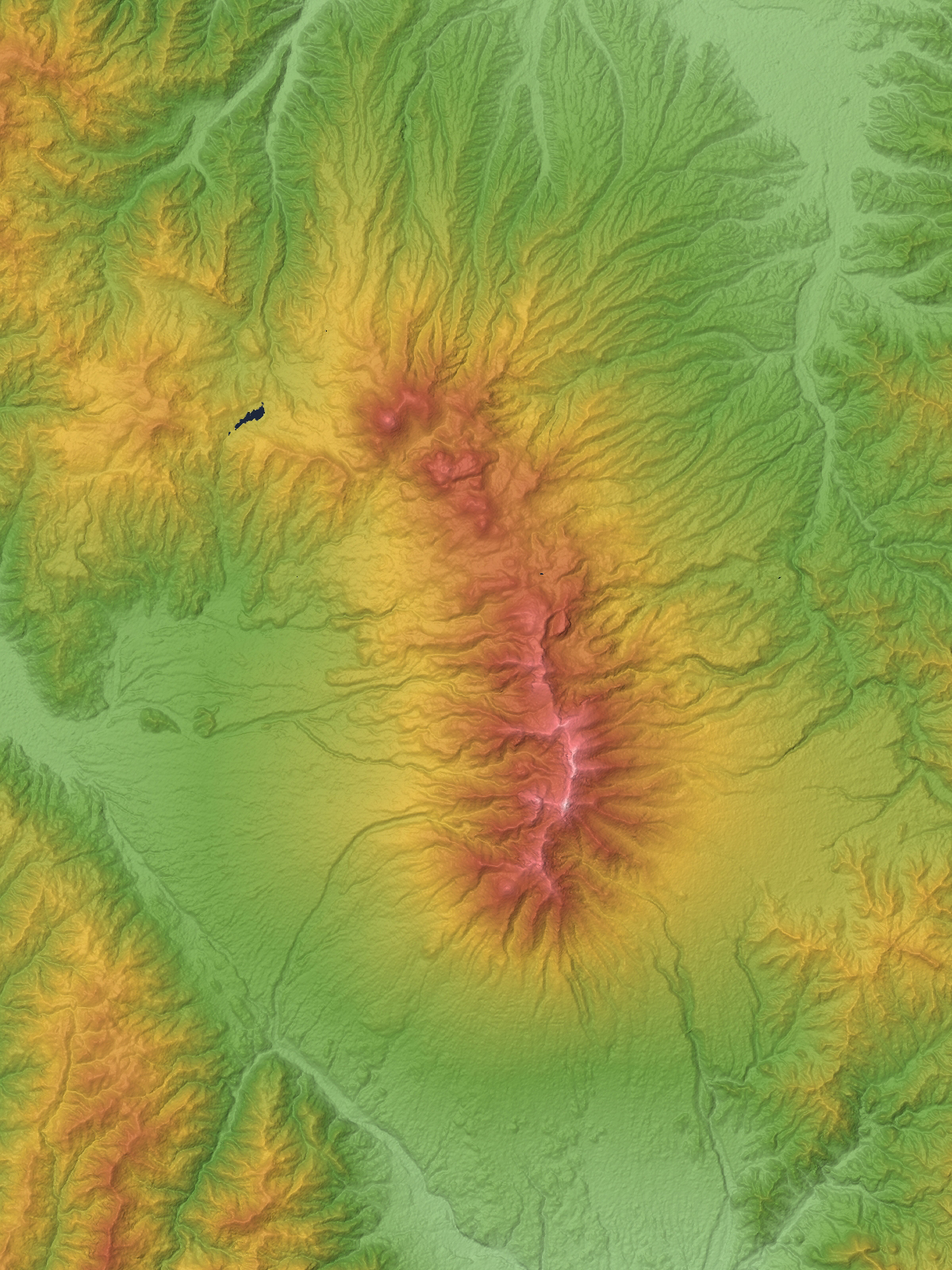
Höhenkarte des Yatsugatake-Massivs und Umgebung

### Süd-Yatsugatake
- Amigasa-yama (編笠山) – 2524 m
- Nishi-dake (西岳) – 2398 m
- Mitsukashira (三ッ頭) – 2580 m
- Gongen-dake (権現岳) – 2715 m
- Aka-dake (赤岳) – 2899 m
- Naka-dake (中岳) – 2700 m
- Amida-dake (阿弥陀岳) – 2805 m
- Yoko-dake (横岳) – 2829 m
- Iō-dake (硫黄岳) – 2760 m
- Akaiwa no Atama (赤岩の頭) – 2656 m
- Mine no Matsume (峰の松目) – 2567 m
- Natsusawa-tōge (夏沢峠) – Grenze zwischen Süd- und Nord-Yatsugatake

### Nord-Yatsugatake
- Neishi-dake (根石岳) – 2603 m
- Tengu-dake (天狗岳) – 2646 m
- Naka-yama (中山) – 2496 m
- Maru-yama (丸山) – 2330 m
- Mugikusa-tōge (麦草峠) – 2127 m
- Chausu-yama (茶臼山) – 2384 m
- Shimagare-yama (縞枯山) – 2403 m
- Kitayoko-dake (北横岳（横岳）) – 2480 m
- Ōtake (大岳) – 2381 m
- Futago-yama (双子山) – 2224 m
- Ogawara-tōge (大河原峠) – 2093 m
- Tateshina-yama (蓼科山) – 2530 m
- Yashi-ga-mine (八子ヶ峰) – 1833 m

## Etymologie
Es gibt verschiedene Deutungen bezüglich der Herkunft des Namens von „Yatsugatake“.
Das Schriftzeichen 八 bedeutet auf Japanisch „8“. 岳 (take oder dake) bedeutet „hoher Berg; Gipfel“. Damit ist die wörtliche Übersetzung: „acht hohe Berge; acht Gipfel“. 八 kann allerdings übertragend auch „viel“ bedeuten, sodass Yatsugatake auch als „viele Berge; viele Gipfel“ verstanden werden kann.
Zur Entstehung des Bergmassivs existiert ein Mythos bzw. eine Volksetymologie, wonach in vergangener Zeit ein Berg mit dem Fuji über seine Größe stritt. Im Laufe dieser Streitigkeit stellte sich heraus, dass der Berg größer war als der Fuji. Da ärgerte sich der Fuji furchtbar und schlug den Kopf des Berges. Der Berg zerbrach darauf in acht Stücke. So nennt man das Bergmassiv „Yatsugatake“.

## Eponyme
Der am 16. März 1986 entdeckte Asteroid (4033) Yatsugatake wurde 1989 nach dem Berg benannt.